# Aflorimentul proterozoicului superior de lângă satul Cerlina
Aflorimentul proterozoicului superior (vendian) de lângă satul Cerlina este un monument al naturii de tip geologic sau paleontologic în raionul Soroca, Republica Moldova. Este amplasat la sud-vest de satul Cerlina pe coasta abruptă a Nistrului. Are o suprafață de 60 ha, sau 56 ha conform unor măsurări mai recente. Obiectul este administrat de Primăria comunei Nimereuca.

## Descriere
Aria protejată este compusă din două masive geologice, ambele acoperite de depozitele teraselor pleistocene ale Nistrului, constituite din argile loessoide, cu baza așezată cu 10 m mai sus de fluviu. Unul din masive este amplasat lângă Cerlina și este totalmente alcătuit din roci cretacice. Al doilea masiv are o structură mai eterogenă, înălțimea secțiunii sale fiind de 81 m. Coloana litostratigrafică a masivului al doilea este reprezentată în tabel.
| Perioada geologică | Nr. | Denumire, descriere                                      | Grosime (m) |
| ------------------ | --- | -------------------------------------------------------- | ----------- |
| vendian            | 1   | gresii de Bronița ale vendianului inferior               | 7           |
| cretacic           | 2   | calcare marnoase cu restuuri fosile de faună ceromaniană | 37          |
| cretacic           | 3   | cretă pură                                               | cca 8       |
| cretacic           | 4   | calcare bogate în cremene                                | 21          |
| cretacic           | 5   | conglomerate bazale ale Badenianului                     | cca 5       |

## Statut de protecție
Obiectivul a fost luat sub protecția statului prin Hotărîrea Sovietului de Miniștri al RSSM din 13 martie 1962 nr. 111, iar statutul de protecție a fost reconfirmat prin Hotărîrea Sovietului de Miniștri al RSSM din 8 ianuarie 1975 nr. 5 și Legea nr. 1538 din 25 februarie 1998 privind fondul ariilor naturale protejate de stat. Deținătorul funciar al monumentului natural era, la momentul publicării Legii din 1998, Întreprinderea Agricolă „Nistru”, satul Zăluceni, dar între timp acesta a trecut la balanța Primăriei comunei Nimereuca.
Aria protejată prezintă interes științific de însemnătate națională pentru lucrări de cartare geologică și alcătuirea schemelor tectonice ale teritoriului Republicii Moldova.
Conform situației din anul 2016, nu avea instalat un panou informativ. Este recomandată introducerea ariei protejate în rutele turistice din zonă.